# Uwe Kröger
Uwe Kröger, né le 4 décembre 1964 à Hamm, est un chanteur et acteur allemand spécialisé dans les comédies musicales.

## Biographie
Uwe Kröger grandit avec sa sœur aînée et son frère cadet dans une ferme reconvertie de Hamm. Il fréquente le lycée Freiherr-vom-Stein de la ville, avec une spécialisation scientifique. Durant sa scolarité, il chante du gospel dans une chorale et, en 1979, il fonde le groupe Saitensprung avec un ami,.
Après avoir obtenu son diplôme, il participe à diverses revues musicales dans le cadre d'un projet culturel municipal. Son interprétation de la chanson Aquarius, tirée de la comédie musicale Hair, est largement acclamée. Alors qu'il hésite entre l'art-thérapie, la chirurgie dentaire et l'architecture, cet accueil lui permet d'envisager un autre choix de carrière : il commence à étudier le chant, le théâtre et la danse à l'université des arts de Berlin,. 
Son diplôme en poche, Uwe Kröger fait ses premiers pas dans Godspell. S'en suivent The Rocky Horror Show, Starlight Express, Les Misérables, Jesus Christ Superstar ou encore Starmania. C'est toutefois sa prestation de Der Tod dans Elisabeth qui lance sa carrière ; ce rôle emblématique le suit tout au long de sa carrière et il incarne la Mort durant plus de 1 000 représentations. Dès lors, il devient l'une des figures les plus populaires du théâtre musical germanophone. Il est ainsi l'un des collaborateurs réguliers du duo Sylvester Levay et Michael Kunze, les créateurs d'Elisabeth : il joue notamment l'antagoniste de Mozart! et la figure torturée Maxim de Winter dans Rebecca.
Il possède également une certaine notoriété à l'international. Grand admirateur de Kröger, Frank Wildhorn lui compose les titres Roseanne et It's Over, tous deux issus de la version suisse-allemande de Dracula. Le compositeur lui offre par la suite le rôle d'Eduard Taaffe, l'antagoniste de Rudolf, puis de Merlin dans le revival allemand d'Artus-Excalibur.

## Vie privée
À partir de 1996, Uwe Kröger est en couple avec le Christopher Wolf, cardiologue. Ils se séparent à l'amiable en novembre 2015.
Kröger se marie le 8 octobre 2022 à Kiko Marin Tomas, mannequin et coach sportif. Le couple vit à Barcelone.

## Scénographie partielle
- 1987 : Godspell : Jésus
- 1987 : The Rocky Horror Show : Eddie
- 1987 – 1988 : Vom dicken Schwein, das dünn werden wollte : Quak-Quak
- 1988 – 1989 : Starlight Express : Swing (doublure de Rusty et Flat Top)
- 1989 – 1990 : Les Misérables : Marius, Enjolras
- 1990 : Jesus Christ Superstar : Jésus, Annas
- 1991 : Les Misérables : Enjolras, Feuilly
- 1991 – 1992 : Starmania : Ziggy
- 1992 : Jesus Christ Superstar : Jésus
- 1992 – 1994 : Elisabeth : Der Tod
- 1993 : The Rocky Horror Show : Frank'n Furter
- 1994 – 1995 : Miss Saigon : Chris
- 1995 – 1997 : Sunset Boulevard : Joe Gillis
- 1996 – 1997 : Elisabeth : Der Tod
- 1997 – 1999 : La Belle et la Bête : La Bête
- 1998 – 1999 : Cabaret : Emcee
- 1999 : Miss Saigon : Chris
- 1999 – 2000 : Mozart! : Colloredo
- 2000 : Joseph and the Amazing Technicolor Dreamcoat : le Pharaon
- 2000 – 2001 : Napoleon : Napoléon
- 2001 – 2003 : Elisabeth : Der Tod
- 2001 – 2002 : Bezauberndes Fräulein : Felix
- 2003 : The Wild Party : Burrs
- 2003 – 2004 : Les Misérables : Javert
- 2004 – 2005 : The Wild Party : Burrs
- 2005 – 2006: 3 Musketiere : Cardinal Richelieu
- 2005 : Mitsuko : le comte Coudenhove-Kalergi (version concert uniquement)
- 2006 : The Phantom of the Opera : le Fantôme
- 2006 – 2007 : Rebecca : Maxim de Winter
- 2007 : Dracula, the Musical : Abraham Van Helsing
- 2008 : Elisabeth : Der Tod
- 2008 – 2008 : Rebecca : Maxim de Winter
- 2009 – 2010 : Rudolf : Comte Eduard Taaffe
- 2010 : Kim Junsu's Musical Concert : invité
- 2011 – 2019 : The Sound of Music : Baron von Trapp
- 2012 : Hairspray : Edna Turnblad
- 2013 : Der Besuch der alten Dame : Alfred Ill
- 2013 – 2014 : La Cage aux Folles : Albin / Zaza
- 2014 : Der Besuch der alten Dame : Alfred Ill
- 2014 : La Famille Addams (en) : Gomez Addams
- 2015 – 2016 : Annie : Oliver WarbucksUwe Kröger dans Artus-Excalibur, en 2019.

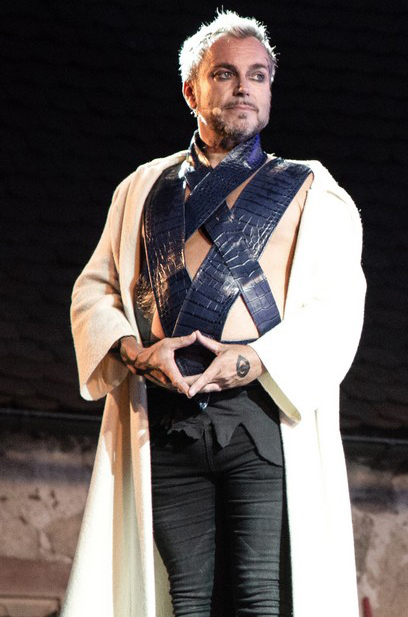
Uwe Kröger dans Artus-Excalibur, en 2019.

- 2016 – 2017 : Spamalot : le Roi Arthur
- 2016 – 2017 : Nostradamus : Nostradamus
- 2016 – 2019 : Ludwig² : Dr Gudden
- 2017 – 2018 : Die Päpstin : Esculape
- 2017 – 2018 : Docteur Dolittle : Dr John Dolittle
- 2018 : Hairspray : Edna Turnblad
- 2018 : The Rocky Horror Show : le narrateur
- 2018 : Heidi : Alm-Öhi
- 2018 – 2019 : Annie : Oliver Warbucks
- 2018 – 2019 :  Das Phantom der Oper  : le Perse
- 2018 – 2019, 2022 – 2023 : Die Päpstin : Esculape
- 2019 : Artus-Excalibur : Merlin
- 2019 : Spamalot : metteur en scène
- 2021 : Zeppelin : Friedrich Graf von Zeppelin
- 2022 : La Cage aux Folles : Albin / Zaza
- 2023 – 2024 : The Phantom of the Opera : le Fantôme
- 2024 : Spamalot : le Roi Arthur
- 2024 : Un chant de Noël : Ebenezer Scrooge

## Discographie

### Albums solo
- 1994 : Boulevard der Sehnsucht
- 1994 : Böse Jungs
- 1994 : Siebzehn Stufen
- 1996 : Favourites

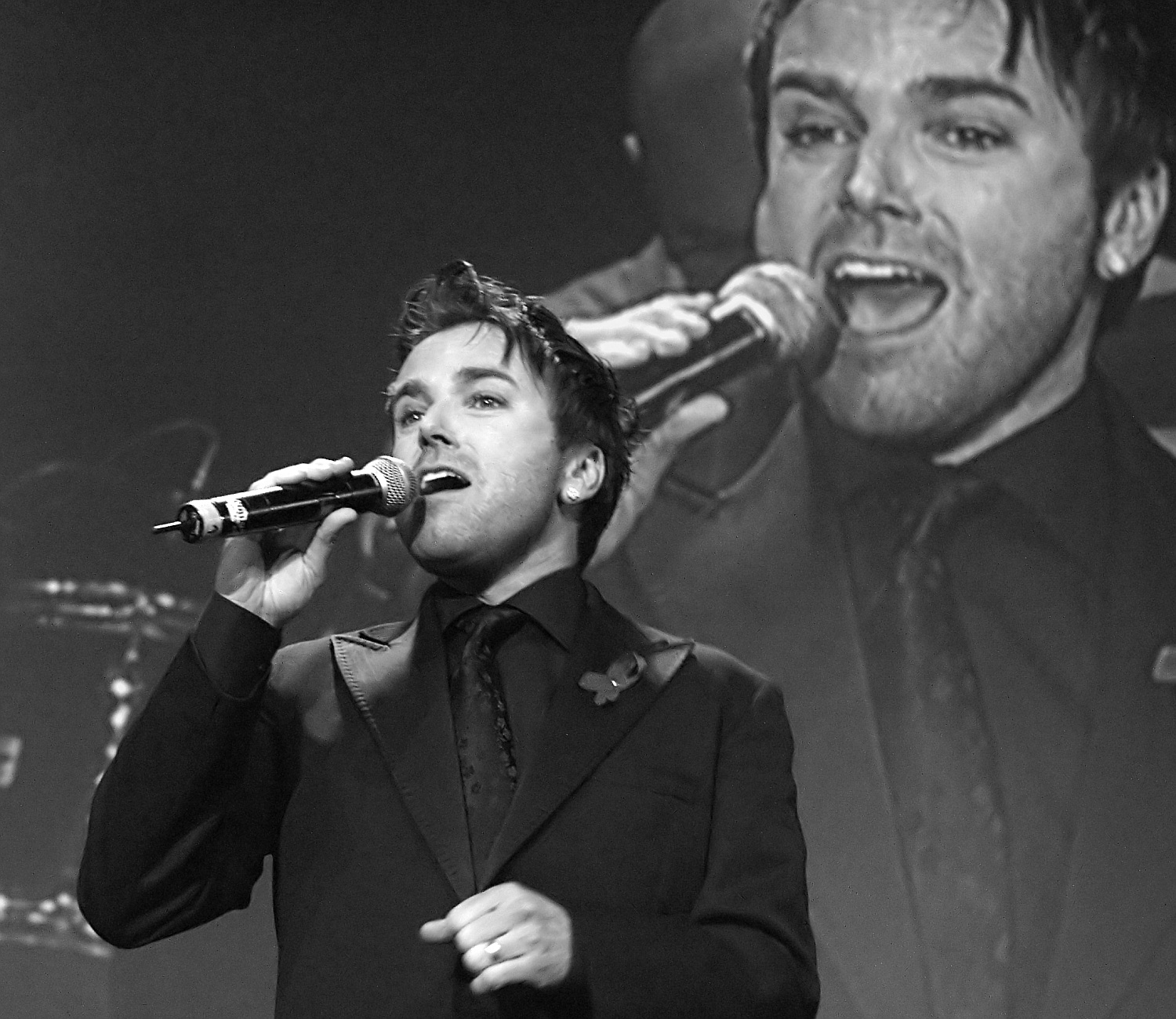
Uwe Kröger lors d'un concert caritatif en 2006.

- 2000 : Only the Best – Seine größten Musicalerfolge
- 2002 : You saved my life
- 2002 : Musical Moments
- 2002 : Musical Moments Volume 2
- 2003 : From Broadway to Hollywood
- 2004 : All I want
- 2006 : Uwe!!! Das Beste aus 20 Jahren!
- 2009 : Meine Herzwunschliste – My Grown up Christmas List
- 2013 : They Can't Take That Away From Me
- 2014 : Ich Bin Was Ich Bin – Meine großen Musicalerfolge

### Participation aux albums de comédies musicales
- 1991 : Les Misérables

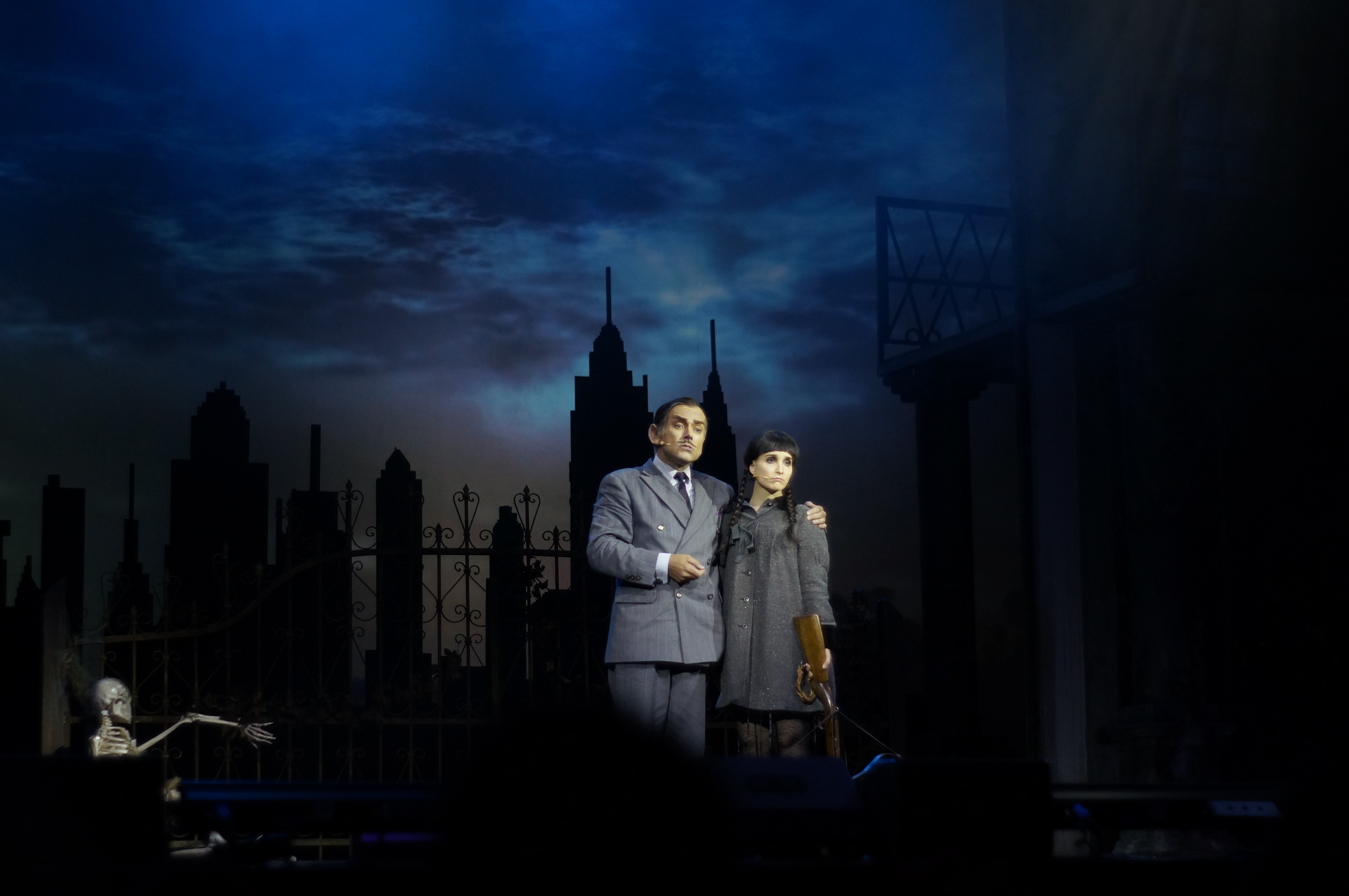
Uwe Kröger et Henriette Schreiner dans La Famille Addams, en 2014.

- 1992 : Elisabeth (album de la distribution viennoise)
- 1993 : Die Schatten werden länger
- 1995 : Miss Saigon
- 1996 : Sunset Boulevard
- 1998 : Die Schöne und das Biest
- 1998 : Highlights of Cabaret and More
- 1999 : Mozart!
- 2001 : Elisabeth (album de la distribution d'Essen)
- 2002 : Elisabeth (album du 10e anniversaire)
- 2002 : Bezauberndes Fräulein
- 2005 : The Wild Party
- 2005 : 3 Musketiere – Das Musical
- 2005 : Das Phantom der Oper
- 2006 : Rebecca (album de la distribution viennoise)
- 2007 : Rebecca (album live enregistré à Vienne)
- 2008 : Dracula Das Musical
- 2009 : Rudolf (album live enregistré à Vienne)
- 2009 : Rudolf (album de la distribution viennoise)
- 2012 : The Sound of Music
- 2014 : The Addams Family – Das Broadway Musical
- 2014 : Der Besuch der alten Dame
- 2016 : Monty Python's Spamalot
- 2017 : Nostradamus
- 2019 : Heidi – Das Musical

## Doublage
- 1992 : Newsies : Jack Kelly
- 2004 : Le Fantôme de l'Opéra : le Fantôme

## Récompenses

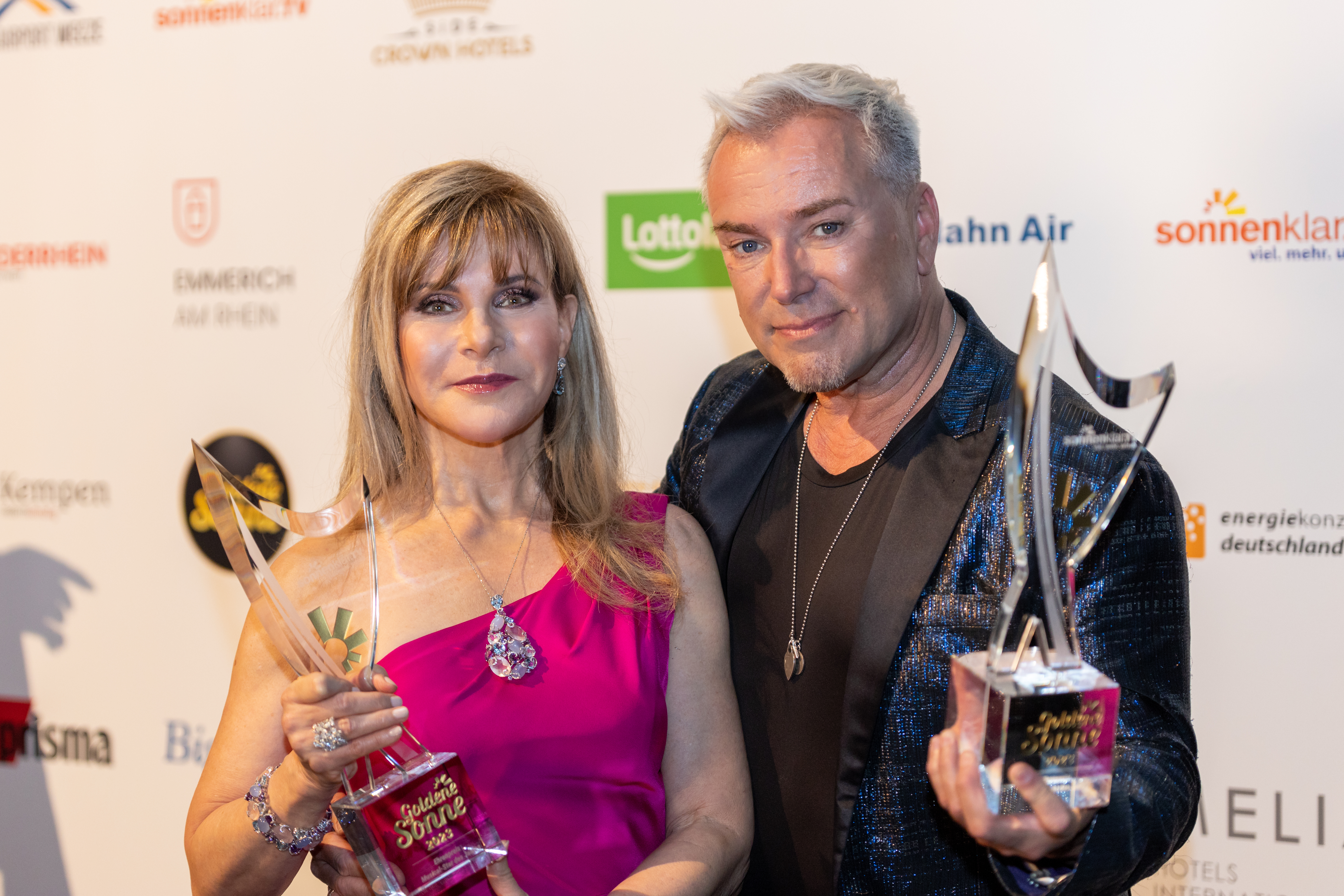
Deborah Sasson et Uwe Kröger lors de la remise de prix du Goldene Sonne, en 2023.

- 1997 : Meilleur Jeune Acteur de 1996 décerné par le magazine Die Bühne
- 2000 : Prix du Public du Meilleur Acteur de Comédie Musicale décerné par le magazine Die Bühne
- 1998 : Artiste de l'Année 1998, catégorie comédie musicale, décerné par le magazine Golden Artists
- 2000 : IMAGE Award décerné par l'association Musicalfreunde Deutschlands
- 2001 : Plus Belle Voix Masculine et Meilleur Acteur Masculin décernés lors des Prix Da Capo
- 2015 : Goldene Ehrenzeichen (Ordre du Mérite)[7]
- 2015 : Prix Musical Krone décerné lors des Österreichischer Musiktheaterpreis[8]
- 2023 : Goldene Sonne
- Star de la comédie musicale n°1 en Allemagne, prix décerné par le magazine spécialisé Musicals à 13 reprises